# Сік-е-дах 2
Сік-е-дах 2 (англ. Sik-e-dakh 2) — індіанська резервація в Канаді, у провінції Британська Колумбія, у межах регіонального округу Кітімат-Стекін.

## Населення
За даними перепису 2016 року, індіанська резервація нараховувала 236 осіб, показавши зростання на 6,3%, порівняно з 2011-м роком. Середня густина населення становила 53,7 осіб/км².
З офіційних мов обидвома одночасно володіли 5 жителів, тільки англійською — 235. Усього 45 осіб вважали рідною мовою не одну з офіційних, з них усі — одну з корінних мов.
Працездатне населення становило 51,4% усього населення, рівень безробіття — 33,3%.

## Клімат
Середня річна температура становить 4,8°C, середня максимальна – 20,8°C, а середня мінімальна – -14,9°C. Середня річна кількість опадів – 601 мм.
| Клімат поселення                              | Клімат поселення | Клімат поселення | Клімат поселення | Клімат поселення | Клімат поселення | Клімат поселення | Клімат поселення | Клімат поселення | Клімат поселення | Клімат поселення | Клімат поселення | Клімат поселення | Клімат поселення |
| Показник                                      | Січ.             | Лют.             | Бер.             | Квіт.            | Трав.            | Черв.            | Лип.             | Серп.            | Вер.             | Жовт.            | Лист.            | Груд.            |                  |
| Середній максимум, °C                         | −1,04            | 3,00             | 7,54             | 12,42            | 17,01            | 20,83            | 19,08            | 18,35            | 13,94            | 8,03             | 1,18             | −3,68            |                  |
| Середня температура, °C                       | −7,99            | −3,95            | 0,58             | 5,47             | 10,07            | 13,88            | 16,15            | 15,43            | 11,03            | 5,10             | −1,73            | −6,6             |                  |
| Середній мінімум, °C                          | −14,94           | −10,91           | −6,37            | −1,48            | 3,12             | 6,93             | 13,23            | 12,50            | 8,09             | 2,17             | −4,67            | −9,52            |                  |
| Норма опадів, мм                              | 64               | 34               | 25               | 28               | 40               | 51               | 54               | 53               | 69               | 80               | 51               | 52               |                  |
| Середньомісячна швидкість вітру, м/с          | 1.73             | 1.78             | 1.91             | 2.10             | 2.08             | 2.00             | 1.81             | 1.62             | 1.53             | 1.64             | 1.63             | 1.70             |                  |
| Середньомісячна сонячна радіація, кДж/м²·день | 1920             | 4365             | 8971             | 14335            | 18046            | 19449            | 18385            | 15474            | 10163            | 5162             | 2419             | 1363             |                  |
| --------------------------------------------- | ---------------- | ---------------- | ---------------- | ---------------- | ---------------- | ---------------- | ---------------- | ---------------- | ---------------- | ---------------- | ---------------- | ---------------- | ---------------- |
| Джерело:                                      |                  |                  |                  |                  |                  |                  |                  |                  |                  |                  |                  |                  |                  |